# Petrotilapia
Petrotilapia ist eine Buntbarsch-Gattung aus der Gruppe der Mbuna, die endemisch im ostafrikanischen Malawisee vorkommt.

## Merkmale
Petrotilapia-Arten werden 10,5 bis 17 cm lang und haben eine typische Mbuna-Gestalt. Bei der Erstbeschreibung bemerkte die britische Ichthyologin Ethelwynn Trewavas die Ähnlichkeit zur im Tanganjikasee vorkommenden Gattung Petrochromis, weshalb sie offensichtlich auch einen ähnlichen wissenschaftlichen Namen wählte. Sie gab als diagnostisches Merkmal für die neue Gattung an, dass alle Zähne dreispitzig sind. Später wurde die Gattungsdiagnose geändert, dass nur noch die Zähne auf den wichtigsten zahntragenden Regionen der Kieferknochen dreispitzig sein müssen. Die Motivation hierfür war, auch Arten in die Gattung stellen zu können, deren in einer oder zwei Reihen an den Kieferseiten stehenden Zähne nur eine Spitze haben. Petrotilapia-Arten haben breite, fleischige Lippen und nutzen ihre zahlreichen, kammartig angeordneten Zähne um Diatomeen und andere einzellige Algen aus dem Aufwuchs aufzunehmen. Die vorderen Zähne sind auch bei geschlossenem Maul von außen sichtbar.
Dominante Petrotilapia-Männchen sind territorial. Nicht dominante Männchen, Weibchen und Jungfische leben in kleinen Schwärmen. Wie fast alle Buntbarsche des Malawisees sind sie Maulbrüter.

## Arten
Bisher wurden zehn Arten beschrieben:
- Petrotilapia chrysos Stauffer & van Snik, 1996
- Petrotilapia flaviventris Lundeba, Stauffer & Konings, 2011
- Petrotilapia genalutea Marsh, 1983
- Petrotilapia microgalana Ruffing, Lambert & Stauffer, 2006
- Petrotilapia mumboensis Lundeba, Stauffer & Konings, 2011
- Petrotilapia nigra Marsh, 1983
- Petrotilapia palingnathos Lundeba, Stauffer & Konings, 2011
- Petrotilapia pyroscelos Lundeba, Stauffer & Konings, 2011
- Petrotilapia tridentiger Trewavas, 1935 (Typusart)
- Petrotilapia xanthos Lundeba, Stauffer & Konings, 2011